# Ramon I d'Urgell
Ramon I d'Urgell (?, segle X — ?, segle X) fou vescomte d'Urgell, entre després de 971 i entre després del 988.
Actuava l'any 988 i sembla que el succeí el vescomte Miró I.